# Barátszegfű
A barátszegfű vagy kőszegfű (Dianthus carthusianorum) a szegfűvirágúak (Caryophyllales) rendjébe, ezen belül a szegfűfélék (Caryophyllaceae) családjába tartozó faj.

## Előfordulása
A barátszegfű elterjedési területe Közép-Európa, nyugaton Franciaországig, délen Észak-Spanyolországig, Észak-Olaszországig, keleten Oroszországig. Törökországban is őshonos. Az Amerikai Egyesült Államokbeli Michigan, New York és Wisconsin államokba betelepítették ezt a növényfajt.

## Alfajai
- Dianthus carthusianorum subsp. alpestris
- Dianthus carthusianorum subsp. atrorubens (All.) Hegi
- Dianthus carthusianorum subsp. capillifrons (Borbás) Soó
- Dianthus carthusianorum subsp. carthusianorum
- Dianthus carthusianorum subsp. latifolius (Griseb. & Schenk) Hegi
- Dianthus carthusianorum subsp. polonicus (Zapal.) Kovanda
- Dianthus carthusianorum subsp. puberulus (Simonk.) Soó
- Dianthus carthusianorum subsp. sanguineus
- Dianthus carthusianorum subsp. tenorei (Lacaita) Pignatti
- Dianthus carthusianorum subsp. tenuifolius (Schur) Hegi

## Megjelenése
A barátszegfű igen változékony, 20-50 centiméter magas, évelő növény. Átellenes levelei vállukon hüvelyszerűen összenőttek (a levélhüvely mintegy 1,5 centiméter hosszú), szálas lándzsásak, 2-3, néha 5 milliméter szélesek. Szára kopasz, felálló, felső részén négyélű. A szárak csúcsán hármasával, nyolcas tömött csomókban ülő virágok kárminvörösek vagy ritkán fehérek, a csésze alján 4-6, szálkában végződő barna, pikkelyszerű fellevél van. A szirmok fordított tojás alakúak, elöl sokfogúak, felül szakállasak, 8-12 milliméter hosszúak. A csésze 1,5-2 centiméter hosszú, foga kihegyezett.

## Életmódja
A barátszegfű száraz gyepek és rétek, sziklás lejtők, napfényes erdők és erdőszélek, fenyérek lakója. Többnyire laza, tápanyagban és bázisokban gazdag, humuszos talajokon nő. A mészkő- és szilikát-szárazgyepek tipikus növénye. A hegyvidékeken 2500 méter magasságig felhatol. A virágzási ideje júniustól augusztus végéig tart, de néha szeptemberben is virágzik. A virágok megporzását főleg lepkék végzik.

## Neve
A barátszegfű alkalmasint onnan nyerte nevét, hogy a karthauzi szerzetesek ezt a növényt régebben gyakran ültették kolostorkertjeikbe.

## Hasonló fajok
A barátszegfűhöz hasonló fajok a magyar szegfű (Dianthus pontederae), melynek szirmai jóval kisebbek, és a mezei szegfű (Dianthus deltoides).

## Képek

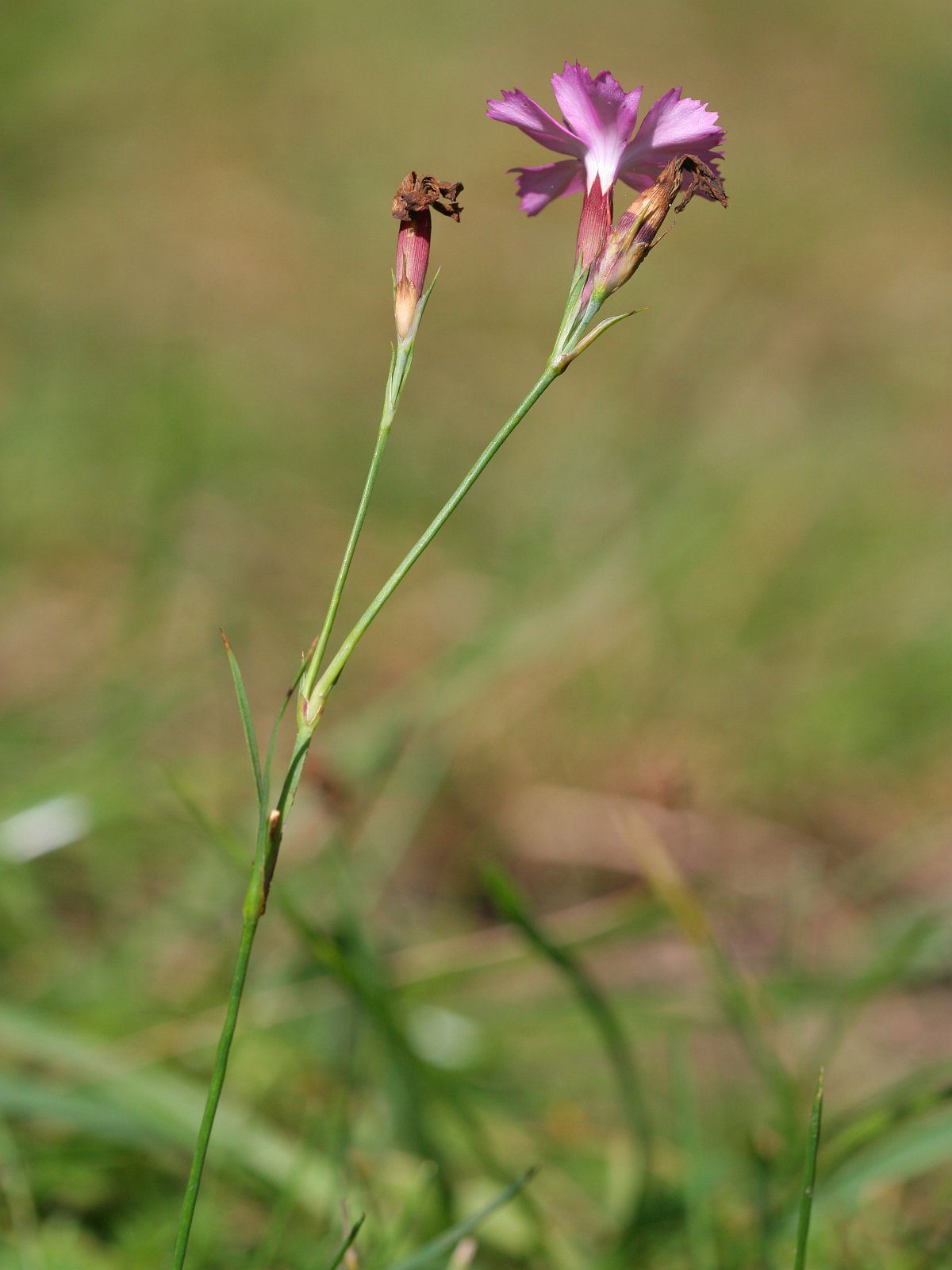
A növény
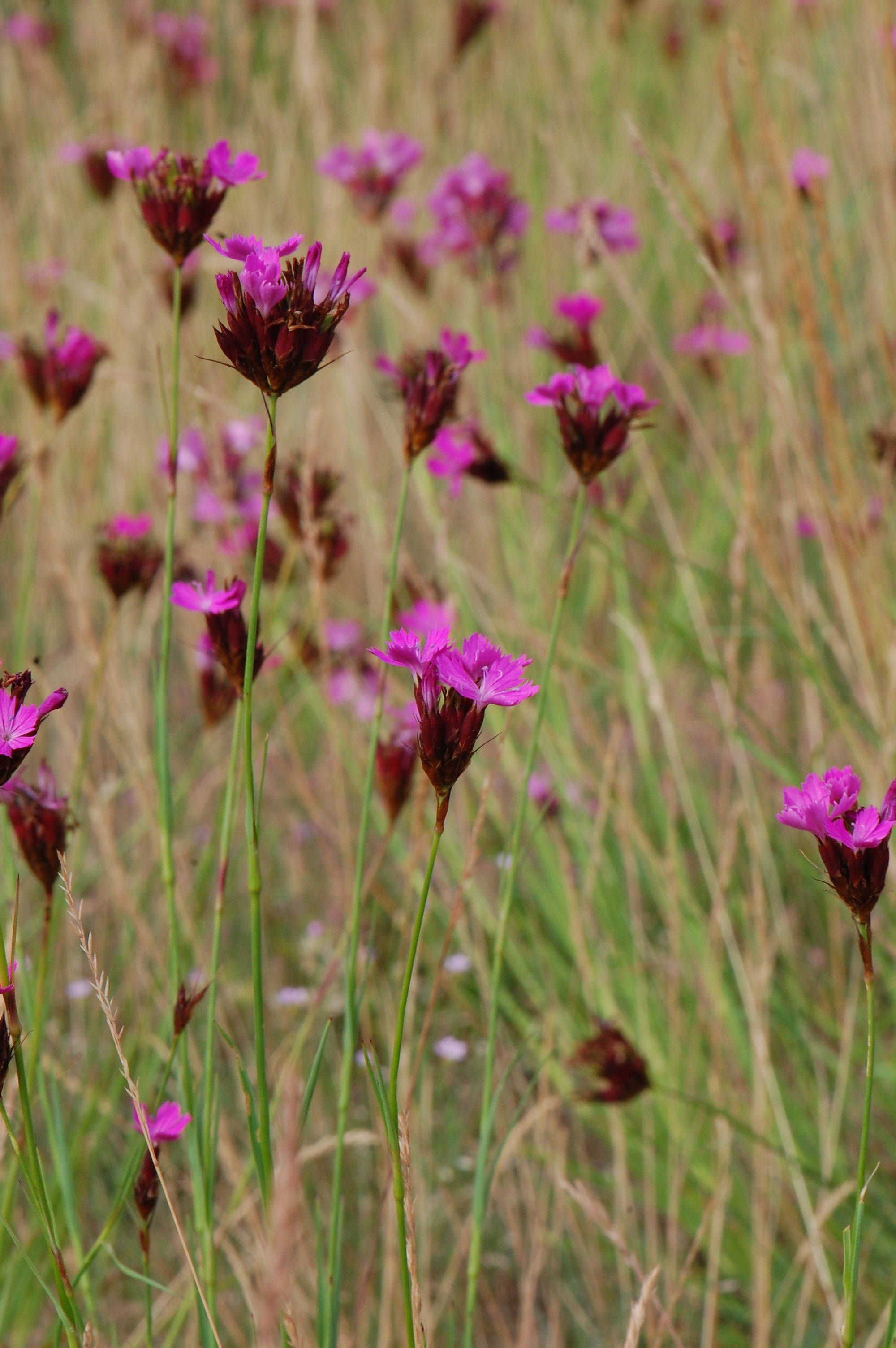
az élőhelyén
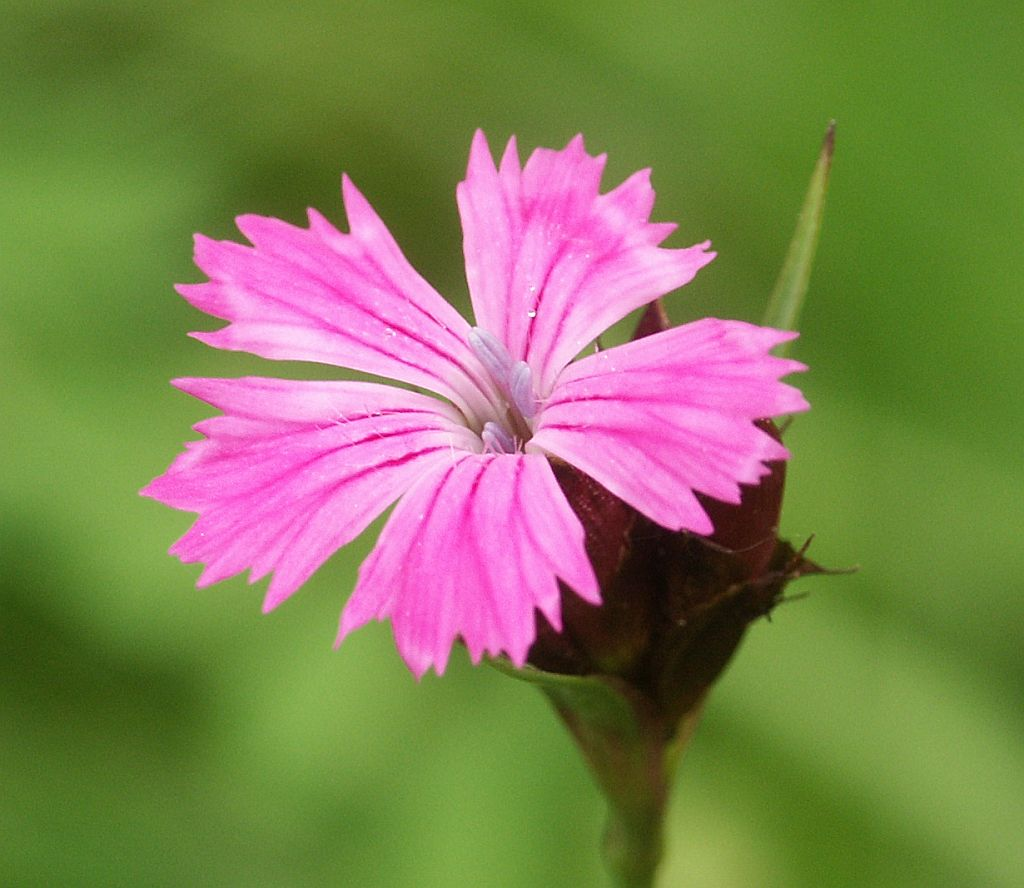
Virága
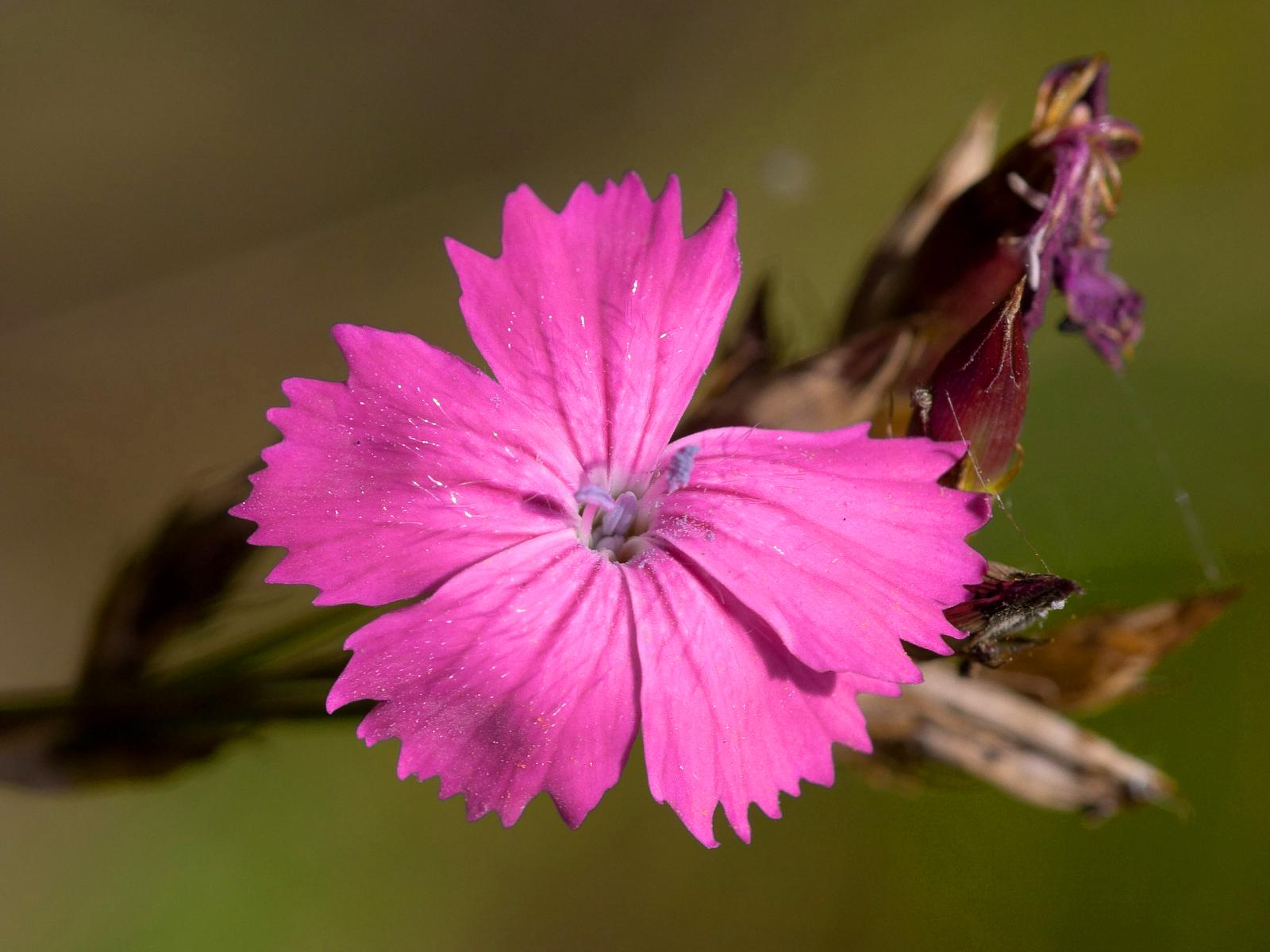
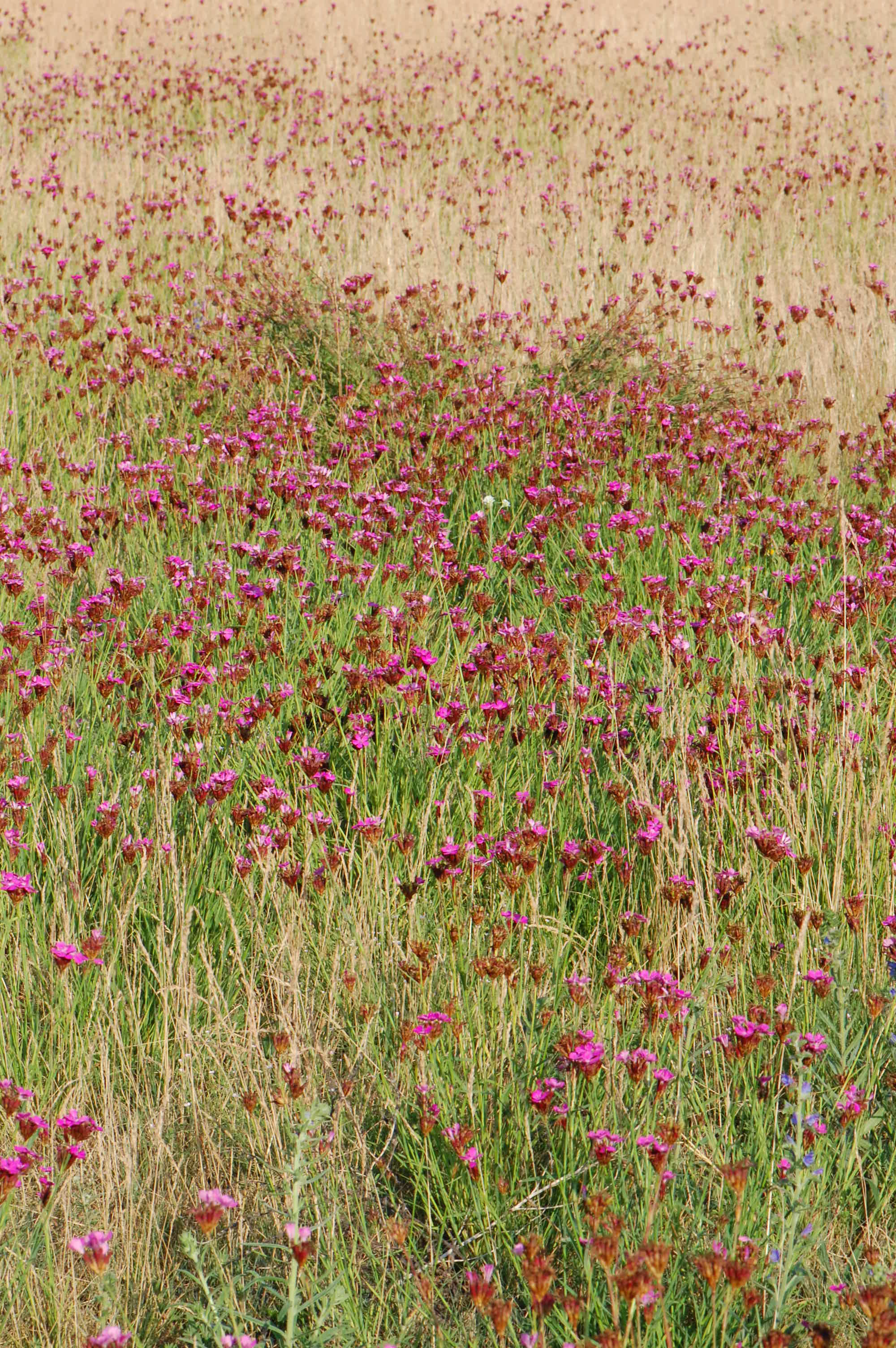
Telepe
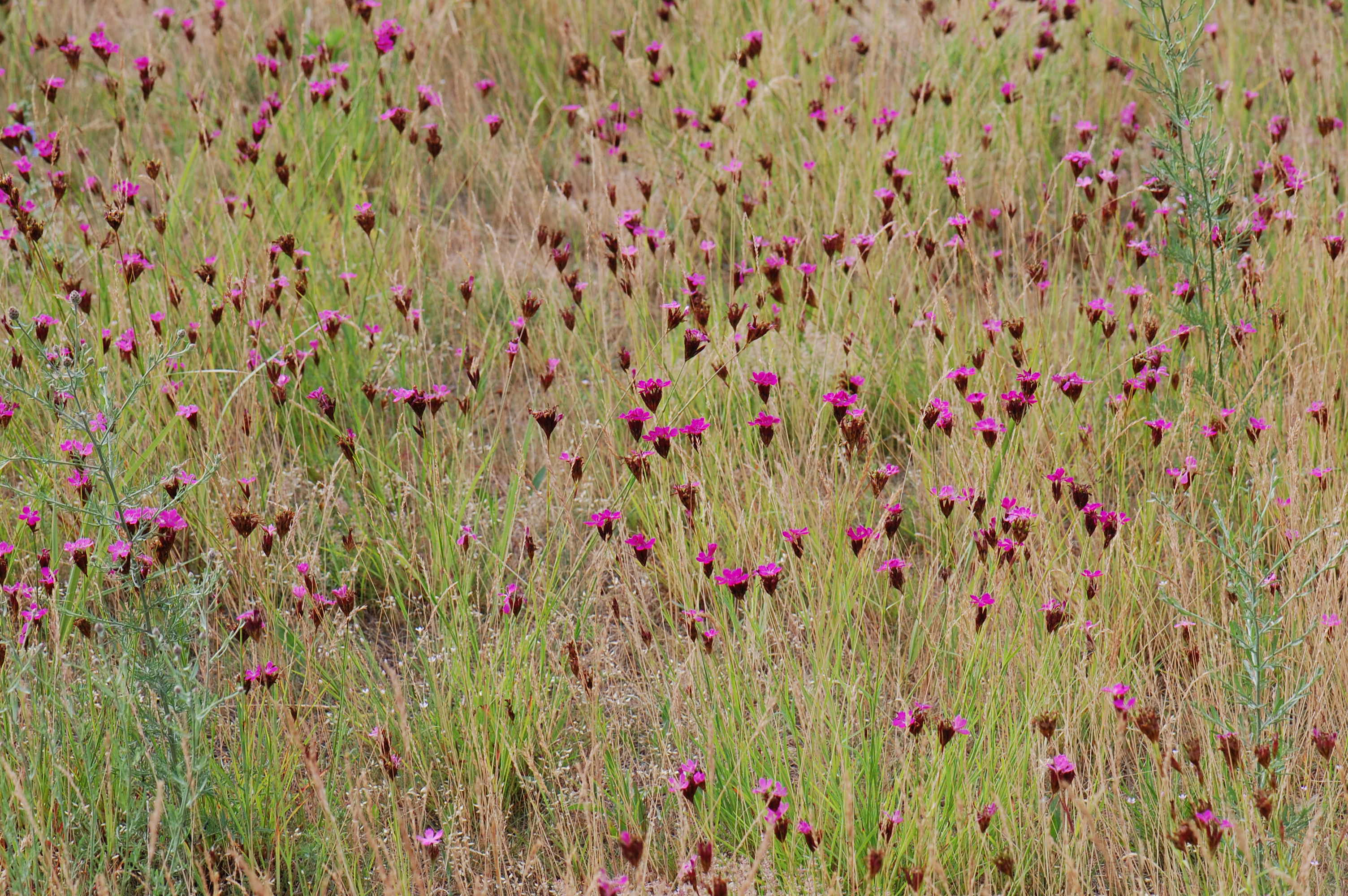
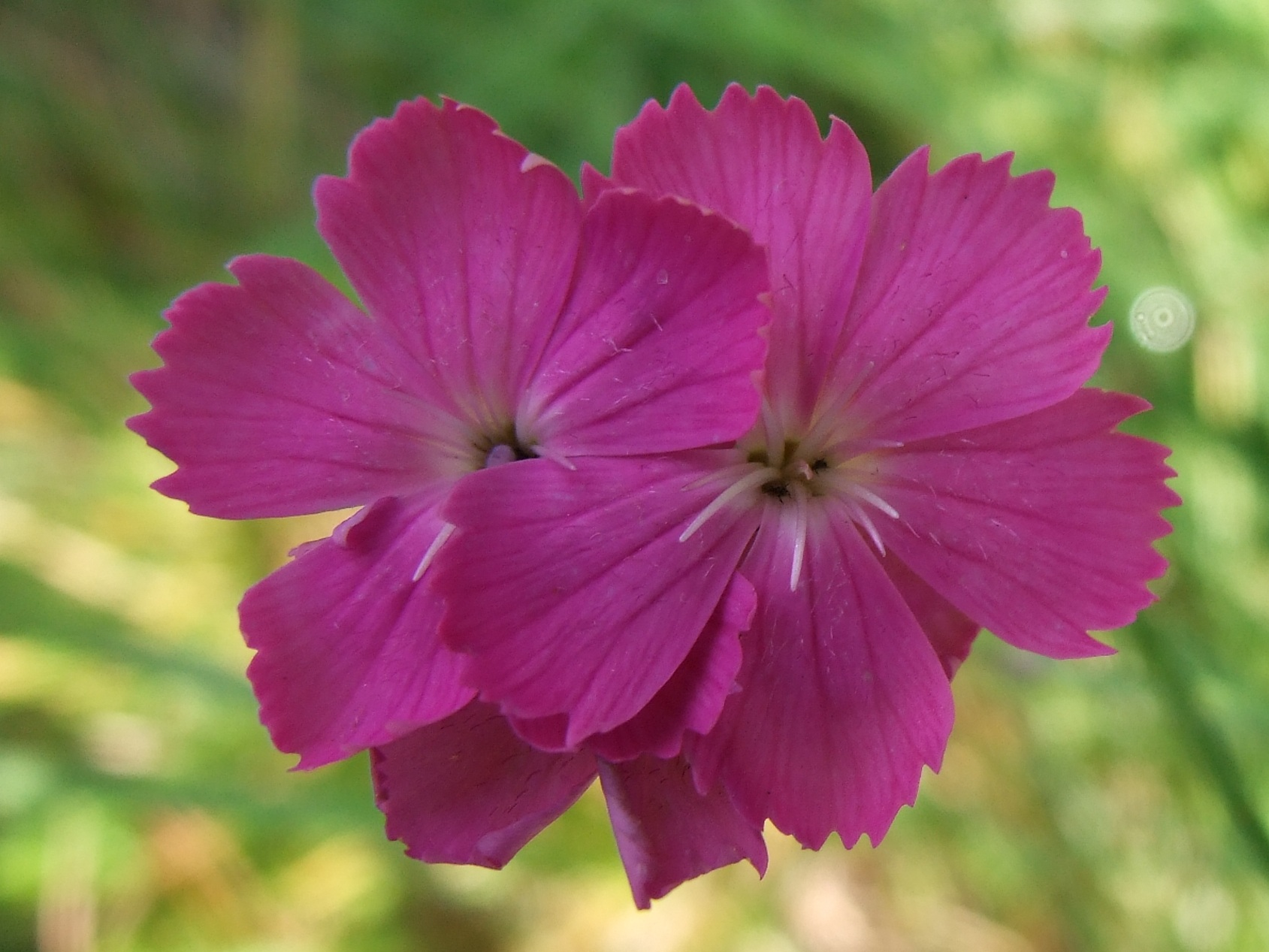
Dianthus carthusianorum subsp. alpestris
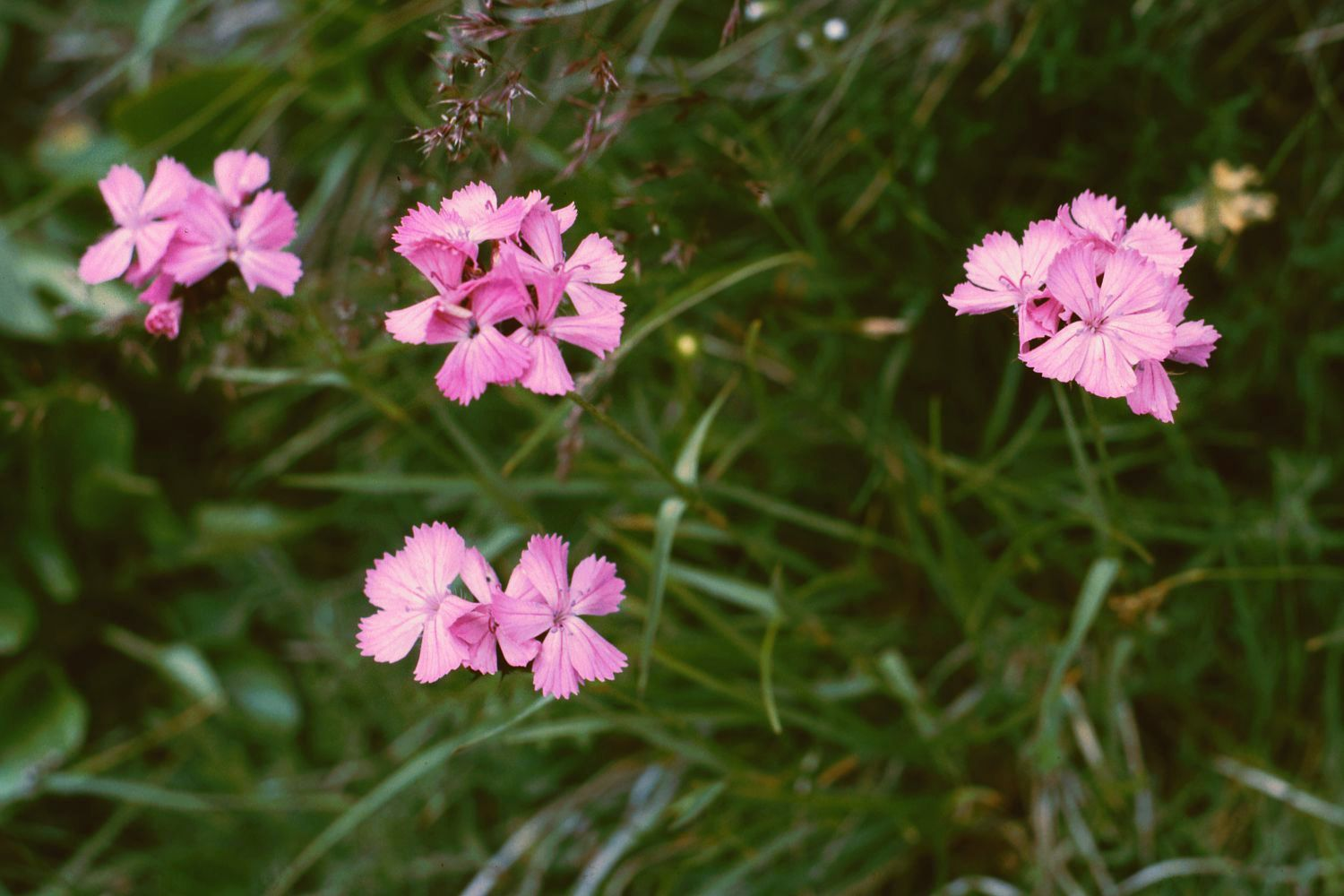
Dianthus carthusianorum subsp. alpestris
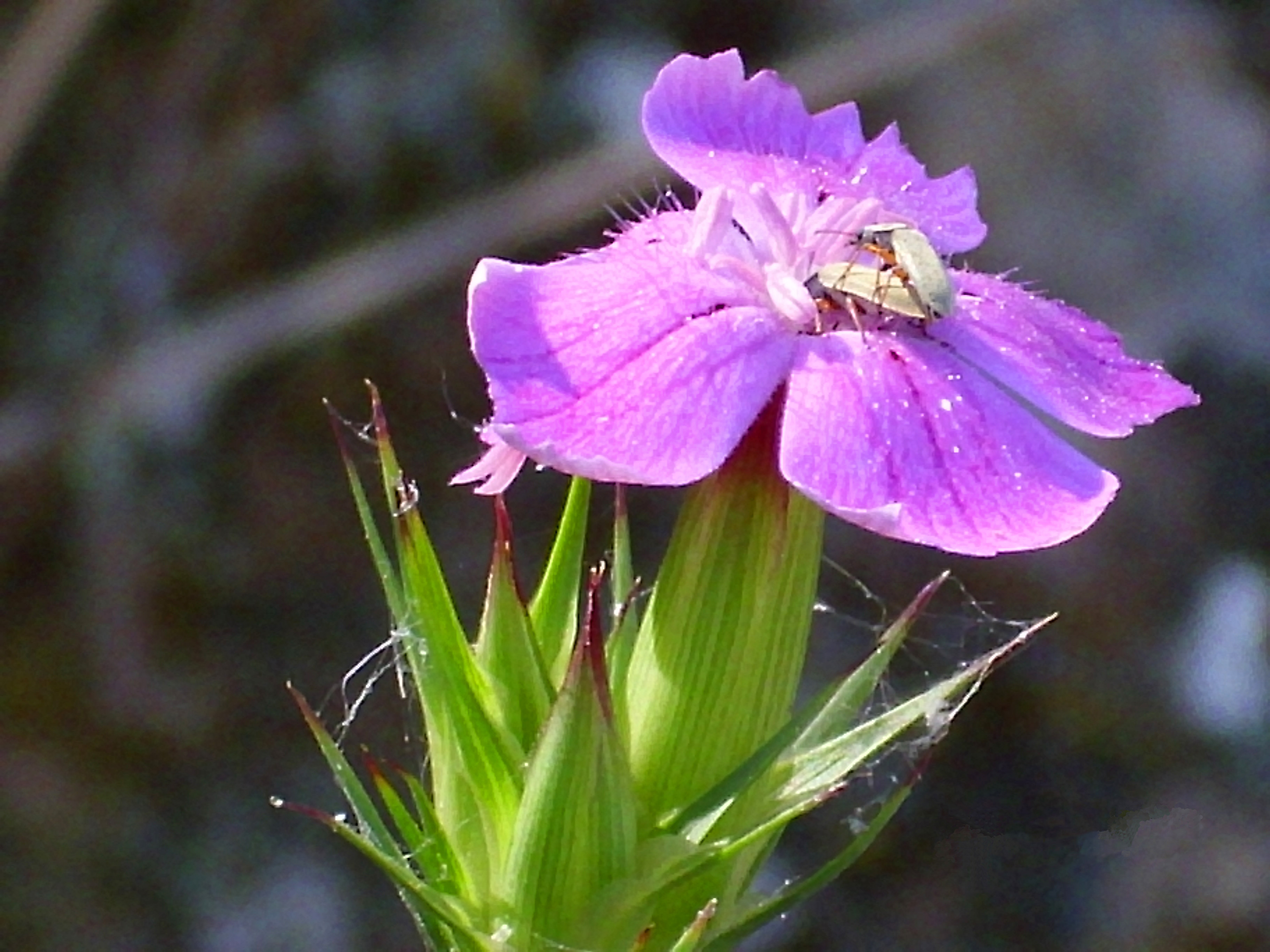
Dianthus carthusianorum subsp. carthusianorum
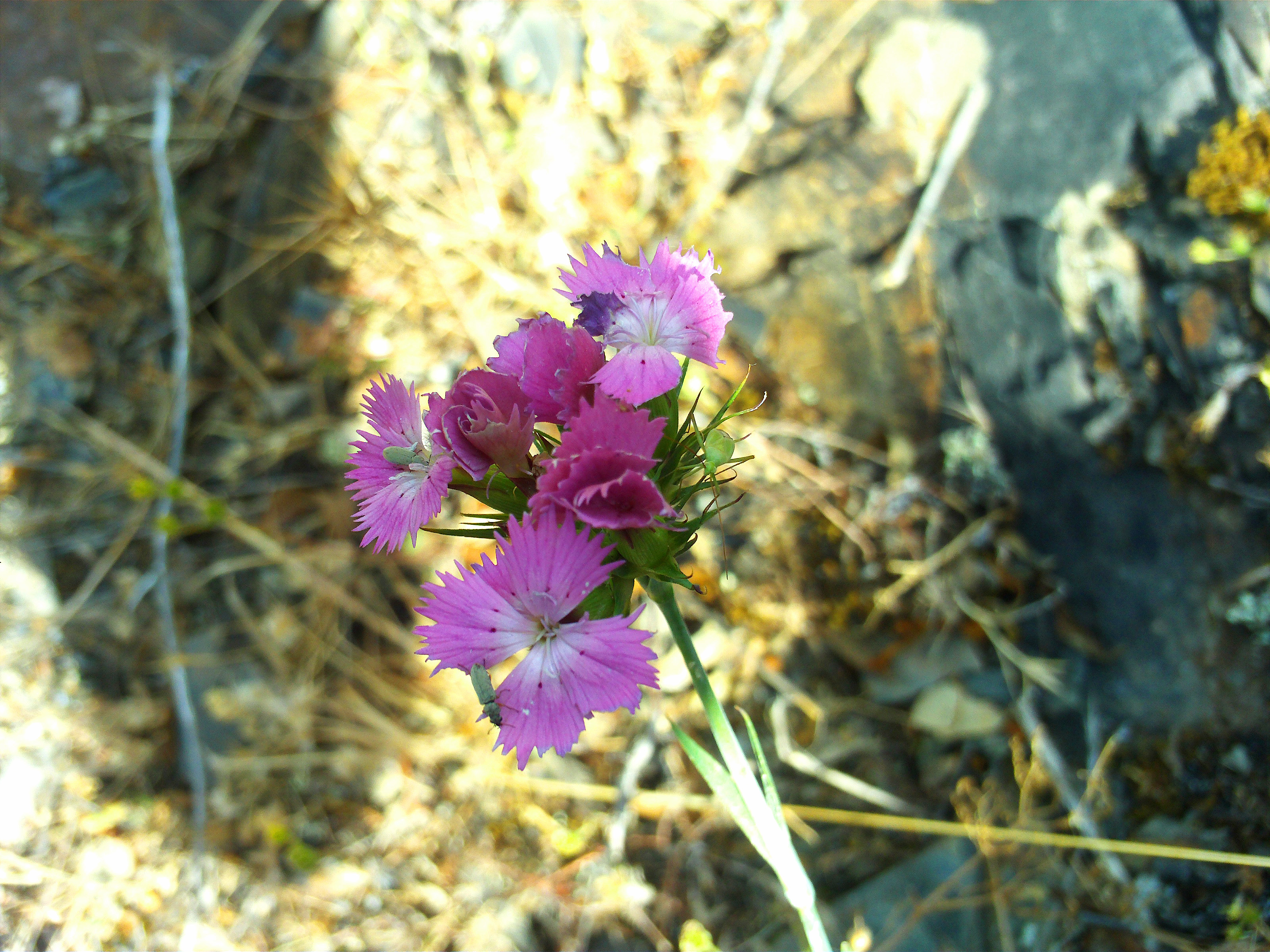
Dianthus carthusianorum subsp. carthusianorum
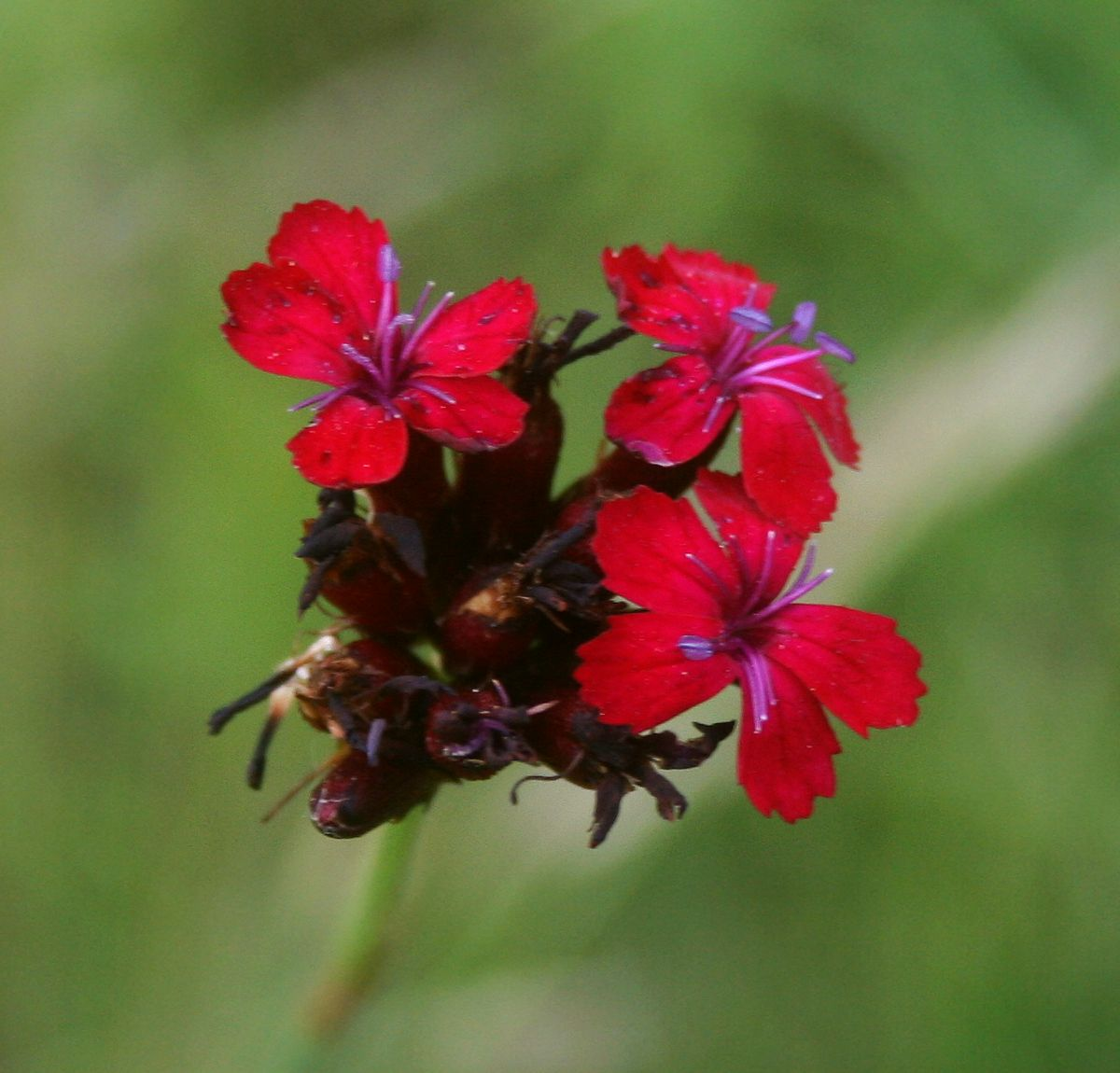
Dianthus carthusianorum subsp. sanguineus
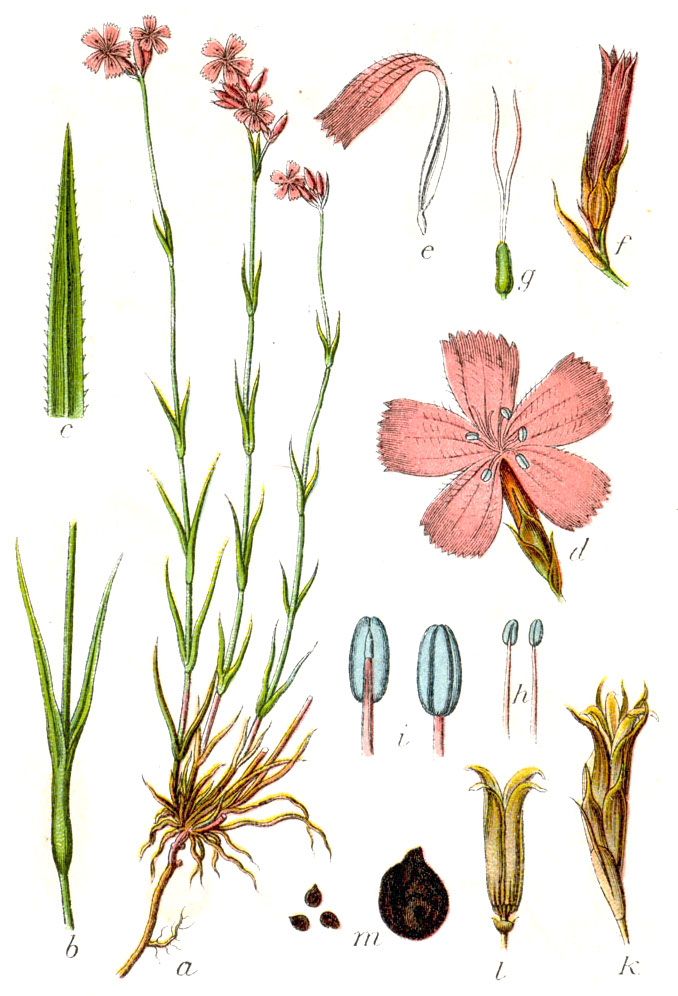
Rajz a növényről és annak részeiről